# 跳躍伝導
跳躍伝導（ちょうやくでんどう、英: saltatory conduction）とは、1938年に田崎一二によって発見された、有髄神経繊維における興奮伝導の形式である。髄鞘は絶縁性が高いため、髄鞘の部分には活動電流が流れない。そのため、有髄神経繊維では活動電流がランビエ絞輪からランビエ絞輪に流れ、興奮がランビエ絞輪を跳躍するように伝導する。有髄神経繊維は跳躍伝導を行う為、興奮を伝導する速度が無髄神経繊維より遥かに大きい。

## 概要
有髄神経繊維では軸索を髄鞘が囲んでおり、一定間隔で髄鞘が存在せずに軸索が露出しているランヴィエの絞輪と呼ばれる部分がある。1個の絞輪が脱分極して興奮すると、流入した大量のNaイオンはクーロン力をもとにした陽に帯電した疎密波を形成する。波は軸索を通って次の絞輪に流れ、そこで脱分極を起こす。この繰り返しによって興奮が伝達していく。その結果、脱分極はこの絞輪の部分で起こるため、興奮が絞輪から絞輪へと跳躍して伝達しているように見えることから跳躍伝導と呼ばれる。髄鞘部にはNaが流入するチャネルがなく、膜電位も小さい。このため、チャネル開口の時間を削減でき、無髄繊維より速い伝導が実現する。

## 利点

有髄神経繊維における活動電位の伝導は跳躍伝導により、無髄神経繊維よりも速い。

跳躍伝導が行われることで、神経の伝導速度が大幅に上昇する。直径15μmの有髄神経繊維は約25m/sの伝導速度であるが、無髄神経繊維では直径330μmでようやく同じ伝導速度を示すことができる。